# Daniel Martin
Daniel Martin (Birmingham, 20 de agosto de 1986) é um ciclista irlandês que foi profissional entre 2008 e 2021.

## Biografia
Nasceu em Birmingham, Reino Unido, a 20 de agosto de 1986, filho do exciclista britânico Neil Martin e María Roche, irmã do também exciclista irlandês Stephen Roche. Portanto o ciclista Nicolas Roche é seu primo. Ainda que representou ao Reino Unido em dois mundiais Junior, sempre se sentiu mais irlandês que inglês e em 2006 mudou sua nacionalidade.
Estreiou como profissional no ano 2008 a equipa estadounidense Garmin-Chipotle, desde o ano 2018 milita na equipa UAE Team Emirates.
Seus principais lucros como profissional tem sido conseguir dois monumentos ciclistas, a Liège-Bastogne-Liège e o Giro de Lombardia conseguidos em 2013 e 2014 respectivamente; ademais conta com 2 vitórias de etapa no Tour de France do 2013 e 2018, respectivamente, bem como uma na Volta a Espanha do 2011, esta última ganhou-a na etapa 9.ª a qual terminava na estação de esqui de La Covatilla. Outros triunfos destacados é a vitória na Volta à Polónia de 2010 e a Volta à Catalunha de 2013, ademais na Volta à Catalunha tem sido precisamente a corrida na que tem o melhor palmarés, já que além da ganhar em 2013, foi segundo em duas oportunidades, em 2009 e 2011 e quarto em 2012.

## Palmarés
| - 2006 (como amador) - 1 etapa do Giro do Vale de Aosta - 2007 (como amador) - 1 etapa do Giro do Vale de Aosta - Tour de Saboia, mais 1 etapa - 2008 - Ruta del Sur - Campeonato da Irlanda em Estrada - 2010 - 3.º no Campeonato da Irlanda em Estrada - Volta à Polónia, mais 1 etapa - Tre Valli Varesine - Japan Cup - 2011 - Giro de Toscana - 2.º no Campeonato da Irlanda em Estrada - 1 etapa do Volta à Polónia - 1 etapa da Volta a Espanha - 2013 - Volta à Catalunha, mais 1 etapa - Liège-Bastogne-Liège - 1 etapa do Tour de France | - 2014 - Giro de Lombardia - 1 etapa do Tour de Pequim - 2016 - 1 etapa da Volta à Comunidade Valenciana - 1 etapa da Volta à Catalunha - 2017 - 1 etapa da Volta ao Algarve - 2018 - 1 etapa do Critério do Dauphiné - 1 etapa do Tour de France, mais prêmio da combatividade - 2020 - 1 etapa da Volta a Espanha |

## Resultados

### Grandes Voltas e Campeonatos do Mundo
| Corrida            | Corrida            | 2008 | 2009 | 2010 | 2011 | 2012 | 2013 | 2014 | 2015 | 2016 | 2017 | 2018 | 2019 | 2020 |
| ------------------ | ------------------ | ---- | ---- | ---- | ---- | ---- | ---- | ---- | ---- | ---- | ---- | ---- | ---- | ---- |
|                    | Giro d'Italia      | —    | —    | 57.º | —    | —    | —    | Ab.  | —    | —    | —    | —    | —    | —    |
|                    | Tour de France     | —    | —    | —    | —    | 35.º | 33.º | —    | 39.º | 9.º  | 6.º  | 8.º  | 18.º | 41.º |
|                    | Volta a Espanha    | —    | 53.º | —    | 13.º | —    | Ab.  | 7.º  | Ab.  | —    | —    | Ab.  | —    |      |
| Mundial em Estrada | Mundial em Estrada | —    | 68.º | —    | 90.º | 33.º | Ab.  | 84.º | —    | —    | 26.º | Ab.  | Ab.  | —    |

### Voltas menores
| Corrida | Corrida              | 2008 | 2009 | 2010 | 2011 | 2012  | 2013 | 2014 | 2015  | 2016 | 2017 | 2018 | 2019 | 2020 |
| ------- | -------------------- | ---- | ---- | ---- | ---- | ----- | ---- | ---- | ----- | ---- | ---- | ---- | ---- | ---- |
|         | Paris-Nice           | —    | Ab.  | 69.º | —    | —     | —    | —    | —     | —    | 3.º  | Ab.  | —    | —    |
|         | Tirreno-Adriático    | —    | —    | —    | —    | —     | 20.º | 55.º | 25.º  | —    | —    | —    | —    | —    |
|         | Volta à Catalunha    | 24.º | 2.º  | —    | 2.º  | 4.º   | 1.º  | 16.º | 10.º  | 3.º  | 6.º  | 38.º | 23.º | X    |
|         | Volta ao País Basco  | —    | —    | 14.º | Ab.  | Ab.   | —    | —    | —     | Ab.  | —    | —    | 2.º  | X    |
|         | Volta à Romandia     | —    | 58.º | —    | —    | 14.º  | —    | —    | 104.º | —    | —    | 10.º | —    | X    |
|         | Critério do Dauphiné | —    | 32.º | —    | 33.º | 106.º | —    | —    | 7.º   | 3.º  | 3.º  | 4.º  | 8.º  | Ab.  |
|         | Volta à Suíça        | —    | —    | —    | —    | —     | 8.º  | —    | —     | —    | —    | —    | —    | X    |
|         | Volta à Polónia      | —    | Ab.  | 1.º  | 2.º  | —     | —    | —    | —     | —    | —    | —    | —    | —    |
|         | Tour de Pequim       | X    | X    | X    | —    | 4.º   | 2.º  | 2.º  | X     | X    | X    | X    | X    | X    |

—: Não participa 

Ab.: Abandona 

X: Não se disputou

## Equipas
- Garmin/Cannondale (2008-2015)
  - Garmin-Chipotle presented by H3Ou (2008)
  - Garmin-Slipstream (2009)
  - Garmin-Transitions (2010)
  - Team Garmin-Cervélo (2011)
  - Garmin-Barracuda (2012) (até antes do Tour de France)
  - Garmin-Sharp (2012)
  - Garmin Sharp (2013-2014)
  - Team Cannondale-Garmin (2015)
- Quick-Step Floors (2016-2017)
  - Etixx-Quick Step (2016)
  - Quick-Step Floors (2017)
- UAE Team Emirates (2018-2019)
- Israel Start-Up Nation[5] (2020-)